# Martin Ziegler (Theologe)
Martin Ziegler (* 1. Oktober 1931 in Berlin; † 21. März 2015 in Schildow) war Oberkirchenrat und Moderator des Zentralen Runden Tisches in der DDR.

## Leben
Martin Ziegler wuchs in Gollnow (Hinterpommern) auf. Sein Vater war Handelslehrer. 1945 siedelte die Familie nach Stendal um. 1950 legte Ziegler das Abitur ab und begann ein Studium der Theologie an der Humboldt-Universität zu Berlin, das er am 26. Oktober 1955 abschloss. Auf Anregung des Berliner Sozialpfarrers Harald Poelchau entschloss er sich, für ein Jahr eine Stelle als Hilfsarbeiter in dem VEB Faserplattenwerk Tangermünde anzunehmen. Ab 1958 arbeitete er als Hilfsgeistlicher und Pfarrer in Großkayna im Kirchenkreis Geiseltal und ab 1963 als Pfarrer in Kötzschen. Von 1968 bis 1974 war er Superintendent in Merseburg, von 1975 bis 1983 Direktor des Diakonischen Werkes „Innere Mission und Hilfswerk der Evangelischen Kirche Berlin-Brandenburg“ sowie Vorsitzender des Vereins der Hoffnungstaler Anstalten. Im Jahr 1983 erhielt er den Titel Oberkirchenrat. Im gleichen Jahr übernahm er von Manfred Stolpe den Posten als Leiter des Sekretariats des Bundes der Evangelischen Kirchen in der DDR. Diese Funktion übte er bis 1991 aus. 1984 wurde er bei der DDR-Staatssicherheit als IM-Vorlauf unter dem Decknamen „Hirte“ registriert.
Vor dem Hintergrund seiner Funktion als Sekretär des Bundes der evangelischen Kirchen in der DDR wirkte Ziegler zusammen mit leitenden Vertretern der Katholischen Bischofskonferenz und der Arbeitsgemeinschaft Christlicher Kirchen in der DDR zwischen Dezember 1989 und März 1990 als Moderator des Zentralen Runden Tisches, der durch direkte Verhandlungen zwischen Regierung, Blockparteien und Opposition einen friedlichen Systemwandel in der DDR herbeiführen sollte.
Seit 1990 war er Mitglied im Verwaltungsrat der Bodelschwinghschen Anstalten Bethel. Seinen Dienst als Direktor der Hoffnungstaler Anstalten in Lobetal bei Bernau nahm Martin Ziegler 1991 auf und führte ihn bis zu seinem Ruhestand 1994 fort. Seit 1994 war er im Ruhestand und lebte zuletzt in Schildow.
Zieglers Nachlass liegt im Evangelischen Zentralarchiv in Berlin.